# هيذر لودلوف
هيذر لودلوف (بالإنجليزية: Heather Ludloff)‏ مواليد 11 يونيو 1961 في هونولولو، هي لاعبة كرة مضرب أمريكية سابقة بدأت مسيرتها كمحترفة سنة 1980 وكانت تلعب باليد اليمنى، اعتزلت اللعب في 1993. أعلى تصنيف لها في الفردي كان 57. أعلى تصنيف لها في الزوجي كان 37.

## روابط خارجية
- هيذر لودلوف على موقع رابطة محترفات التنس (الإنجليزية)
- هيذر لودلوف على موقع الاتحاد الدولي لكرة المضرب (الإنجليزية)
- هيذر لودلوف على موقع خلاصة التنس.كوم (الإنجليزية)